# Bruno Bieler
Bruno Bieler (n. 18 iunie 1888, Gussew⁠(d), Regatul Prusiei, Imperiul German – d. 22 martie 1966, Dorfmark⁠(d), Republica Federală Germania, Germania) a fost un general german din Wehrmacht, care a îndeplinit funcții de comandă în timpul celui de-al Doilea Război Mondial. A fost decorat cu Crucea de Cavaler al Crucii de Fier.

## Biografie
Bieler s-a înrolat în Armata Prusacă pe 14 martie 1907, a fost ofițer cadet (Fähnrich) în Regimentul 33 Grenadieri „Graf Roon” din orașul natal Gumbinnen (azi Gusev) din Prusia Răsăriteană și și-a completat pregătirea de ofițer la Școala Militară de Război din Anklam. După absolvirea școlii a fost înaintat la gradul de Leutnant (locotenent). Începând de la 1 octombrie 1912 lt. Bieler a fost adjutant și ofițer anchetator la curtea marțială a Batalionului 1, apoi la 25 februarie 1913 a fost avansat la gradul de Oberleutnant.

### Primul Război Mondial
După izbucnirea Primului Război Mondial, Regimentul 33 Grenadieri din Prusia Răsăriteană a fost trimis pe front, iar Bieler a fost numit acolo pe 21 decembrie 1914 ca adjutant al comandantului regimentului. A păstrat această funcție până la 31 iulie 1916, când a fost transferat în Statul Major la cartierul general al Corpului I Armată. La 5 august 1916 a fost numit ofițer de ordonanță, iar patru luni mai târziu a fost mutat în Statul Major al Corpului XXV Rezervă. În perioada 6 martie - 15 iunie 1917 ofițerul Bieler a lucrat în Statul Major al Diviziei 5 Cavalerie și apoi până la 6 decembrie 1917 în Statul Major al Diviziei 87 Infanterie. În perioada cât a făcut parte din Divizia 87 Infanterie a îndeplinit simultan funcții de comandă ale trupelor de pe front: comandant de companie în Regimentul 345 Infanterie (10-27 iulie 1917) și comandant de baterie în Regimentul 87 Artilerie de Câmp (10-24 august 1917). A fost avansat căpitan la 28 noiembrie 1917 și transferat la 7 decembrie 1917 în Statul Major al Comandamentului Frontului de Est. În perioada 10 ianuarie - 8 februarie 1918 a urmat cursurile Școlii de ofițeri de stat major de la Sedan. În urma absolvirii acestor cursuri a fost transferat la 27 februarie 1918 în Statul Major al Armatei. Apoi, pe 20 aprilie 1918, căpitanul Bieler a fost numit ofițer în Statului Major General al Armatei de Uscat.

### Perioada interbelică
După război căpitanul Bieler a fost transferat pe 1 februarie 1919 în Marele Stat Major al Armatei Germane. De acolo a fost detașat la 1 octombrie 1919 în Ministerul Apărării Reich-ului, fiind transferat oficial pe 24 noiembrie 1919. Timp de o jumătate de an Bieler a lucrat în Statul Major al Gruppenkommando 1. La 1 octombrie 1923 a devenit comandant de companie în Regimentul 7 Infanterie Prusacă și a fost transferat la 1 aprilie 1927 în Statul Major al Diviziei 3 Infanterie. Șase luni mai târziu, a fost transferat în Statul Major al Infanterie-Führer III, părăsind funcția sa anterioară. După ce Bieler a devenit maior la 1 aprilie 1928 a revenit în centrala Ministerului Apărării Reich-ului pe 1 octombrie 1929 și a fost detașat în cadrul Comandamentului Marinei (Marineleitung). Simultan cu avansarea la gradul de Oberstleutnant (locotenent-colonel) pe 1 octombrie 1932 a fost transferat în Statul Major al Infanterie-Führer I. Bieler s-a aflat apoi, în perioada 1 octombrie 1933 - 14 octombrie 1935, în Wehrgauleitung Allenstein și a comandat apoi cu gradul de colonel (de la 1 octombrie 1934) Regimentul 55 Infanterie. A părăsit această funcție la 11 octombrie 1937 pentru a deveni șef al Statului Major al Corpului II Armată (12 octombrie 1937 – 30 septembrie 1939). A fost avansat pe 1 martie 1938 la gradul de Generalmajor (general-maior).

### Al Doilea Război Mondial
După izbucnirea celui de-al Doilea Război Mondial, Bieler a fost numit pe 29 septembrie 1939 în funcția de comandant al Diviziei 73 Infanterie. A participat cu această divizie la Campania de pe Frontul de Vest (în Bătălia Franței), la Campania din Balcani și la Campania de pe Frontul de Est (în Războiul împotriva Uniunii Sovietice), fiind înaintat pe 29 februarie 1940 la gradul de Generalleutnant (general-locotenent). Divizia 73 Infanterie a obținut succese pe câmpul de luptă în cea de-a două jumătate a anului 1941. Ca urmare, generalul Bieler a fost decorat pe 19 septembrie 1941 cu Ordinul „Coroana României” cu spade în gradul de Mare Ofițer, cu panglica de „Virtutea Militară” „pentru destoinicia și devotamentul de care au dat dovadă pe câmpul de luptă în operațiunile contra bolșevicilor în colaborare cu trupele române”. Pentru realizările sale militare de pe Frontul Răsăritean, a fost decorat, de asemenea, la 26 octombrie 1941 cu Crucea de Cavaler al Crucii de Fier.
La 29 octombrie 1941 a preluat temporar, pe perioada concediului de boală al generalului Hans Graf von Sponeck, comanda Corpului XXXXII Armată, care era inclusă în Armata a 11-a și a fost folosită în acea perioadă în operațiunile militare din Crimeea. După avansarea la gradul de General der Infanterie (general de infanterie) la 17 decembrie 1941 (cu vechimea calculată de la 1 octombrie 1941), a preluat la 1 ianuarie 1942 comanda Corpului VI Armată, care făcea parte din Armata a 9-a și se afla dislocat în zona Rjev. Din motiv de boală generalul Bieler a fost eliberat temporar de la comandă pe 9 aprilie 1942 și trimis în concediu medical pentru restabilirea sănătății. În lunile următoare s-a aflat în spitalul de recuperare din stațiunea balneară Bad Nauheim. De la 1 noiembrie 1942 până la numirea sa în funcția de comandant al Corpului LXXXVI Armată, pe 19 noiembrie 1942, s-a aflat în rezerva de comandanți (Führerreserve). Corpul LXXXVI Armată a fost format pe 19 noiembrie 1942 în sud-vestul Franței. La 20 noiembrie 1942 generalul Bieler a fost decorat pentru activitatea sa anterioară cu Crucea Germană de aur. A deținut comanda Corpului LXXXVI Armată până pe 28 august 1943, cu întreruperi cauzate de boală, iar la 21 august 1943 a fost numit comandant al Districtului Militar XI cu sediul la Hanovra. De la 15 august la 4 septembrie 1944 generalul Bieler a fost internat în spitalul militar Bad Pyrmont, iar la 1 noiembrie 1944 a predat comanda Districtului Militar XI generalului Walter Lichel și a fost plasat pentru ultima oară în rezerva de comandanți militari (Führerreserve). La 30 aprilie 1945 a fost scos din serviciul activ și trecut definitiv în rezervă.

## Decorații
- Crucea de Fier (1914) clasa a II-a (17 septembrie 1914) și clasa I (15 decembrie 1914)[3][4]
- Ordinul Meritul Militar al Bavariei cl. a IV-a cu spade (Bavaria, 20 aprilie 1918)[3][4]
- Crucea Hanseatică a Hamburgului (23 februarie 1918)[3][4]
- Crucea de merit pentru ajutor de război (Prusia, 4 noiembrie 1919)[3][4]
- Ordinul Vulturul Sileziei cl. a II-a (1 septembrie 1921) și cl. I (30 septembrie 1921) [3]
- Crucea de onoare a Războiului Mondial 1914/1918 (14 ianuarie 1935)[3]
- Medalia pentru serviciu îndelungat în Wehrmacht cl. I (2 octombrie 1936)[3]
- Ordinul Spadei în grad de comandor (Suedia, 22 aprilie 1938)[3]
- Crucea de Fier cu barete (1939) cl. a II-a (12 septembrie 1939) și clasa I (30 septembrie 1939)[3]
- Ordinul „Coroana României” cu spade în gradul de Mare Ofițer, cu panglica de „Virtutea Militară” (19 septembrie 1941)[1]
- Crucea de Cavaler al Crucii de Fier (26 octombrie 1941) ca Generalalleutnant și comandant al Diviziei 73 Infanterie[2]
- Medalia Frontului Răsăritean (15 iulie 1942)[3]
- Insigna Crimeea (23 august 1942)[3]
- Crucea Germană de aur (20 noiembrie 1942) ca General der Infanterie și comandant al Corpului VI Armată[2][5]

## Legături externe
- de  Bruno Bieler în Lexikon der Wehrmacht
- en  Bruno Bieler pe TracesOfWar.com
- de  Bruno Bieler în Ritterkreuztraeger 1939-1945

| Lideri militari                                          | Lideri militari                                                                             | Lideri militari                                      |
| -------------------------------------------------------- | ------------------------------------------------------------------------------------------- | ---------------------------------------------------- |
| Predecesor: General der Artillerie Friedrich von Rabenau | Comandant al Diviziei 73 Infanterie 29 septembrie 1939 – 1 noiembrie 1941                   | Succesor: General der Infanterie Rudolf von Bünau    |
| Predecesor: Generalleutnant Hans Graf von Sponeck        | Comandant al Corpului XXXXII Armată (XXXXII. Armeekorps) 29 octombrie 1941 – noiembrie 1941 | Succesor: Generalleutnant Hans Graf von Sponeck      |
| Predecesor: General der Pioniere Otto-Wilhelm Förster    | Comandant al Corpului VI Armată (VI. Armeekorps) 1 ianuarie 1942 – 31 octombrie 1942        | Succesor: General der Infanterie Hans Jordan         |
| Predecesor: —                                            | Comandant al Corpului LXXXVI Armată (LXXXVI. Armeekorps) 19 noiembrie 1942 – 28 august 1943 | Succesor: General der Infanterie Hans von Obstfelder |